# Spiranthes tuberosa
Spiranthes tuberosa är en orkidéart som beskrevs av Constantine Samuel Rafinesque. Spiranthes tuberosa ingår i släktet skruvaxsläktet, och familjen orkidéer. Inga underarter finns listade i Catalogue of Life.